# Гурду-Лесер GL-40
Гурду-Лесер GL-40 (фр. Gourdou Leseurre GL-40) је француски ловачки авион који је производила фирма Гурду-Лесер (фр. Gourdou Leseurre). Први лет авиона је извршен 1922. године. 

Био је то ловац са парасол крилом и опремљен мотором са турбопуњачем. Њиме је 1924. постигнут светски рекорд у висини лета од 12066 метара. Због непоузданог турбопуњача није поручена серија за француско РВ.
Највећа брзина у хоризонталном лету је износила 260 km/h.

## Наоружање
| Наоружање авиона: Гурду-Лесер  |     |
| Ватрено (стрељачко) наоружање  |     |
| Топ                            |     |
| Митраљез                       |     |
| Број и ознака митраљеза        | 2   |
| Калибар                        | 7,7 |
| Бомбардерско наоружање (бомбе) |     |
| Ракетно наоружање (ракете)     |     |